# Derby Scheme

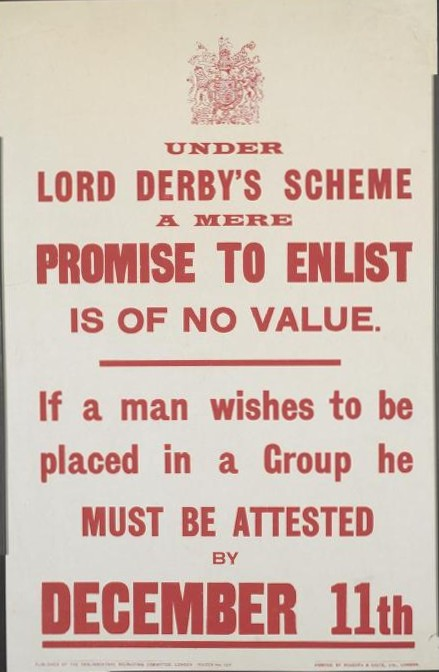

Il Derby Scheme (in italiano schema Derby) fu introdotto durante la prima guerra mondiale in Gran Bretagna nell'autunno del 1915 dal nuovo direttore generale del reclutamento nominato da Herbert Kitchener, Edward Stanley, 17º conte di Derby (1865 – 1948) da cui prese il nome.

## Storia
Prima dell'introduzione della leva obbligatoria con il Military Service Act del 1916, l'esercito britannico era formato da volontari.
La prima guerra mondiale al termine del 1915 si rivelò essere più lunga di quanto preventivato e l'esercito britannico aveva bisogno di un maggior numero di reclute.
Lo "schema Derby" era un'attività di pressione sociale per arruolare le reclute in maniera semi-volontaria: gli incaricati della propaganda appositamente designati si muovevano porta a porta, andando a casa degli uomini idonei per convincerli a "offrirsi volontari" per la guerra. Ogni uomo idoneo di età compresa tra 18 e 41 anni che non svolgeva un'occupazione che era stata definita essenziale, era tenuto a fare una dichiarazione pubblica circa l'intenzione di offrirsi volontario.
Quando lo schema è stato annunciato, molti si sono recati all'ufficio di reclutamento spontaneamente piuttosto che aspettare l'arrivo degli incaricati a casa.
Il meccanismo dello schema Derby prevedeva come primo atto la trasmissione dei dati delle potenziali reclute dal registro nazionale (August 1915 National Registry) al Comitato di reclutamento locale. Questo Comitato doveva provvedere a nominare degli incaricati alla propaganda "uomini di tatto e influenti" (non arruolabili essi stessi), destinati a visitare le potenziali reclute nelle loro case. Molti di questi promotori erano in qualche modo coinvolti nella politica locale, sebbene i veterani congedati e i padri dei soldati già in servizio erano i più efficaci nel convincere le reclute, anche se spesso venivano usate solo delle minacce per indurre all'arruolamento. Alle donne non era consentito svolgere l'attività di promozione porta a porta, ma erano comunque coinvolte nel raccogliere le informazioni (ad esempio su chi aveva cambiato indirizzo).
Formalmente ad ogni uomo visitato sarebbe stata consegnata la copia di una lettera del conte di Derby, che, nello spiegare il programma di reclutamento, presentava la situazione in maniera piuttosto drammatica, sostenendo che la Gran Bretagna era "un paese che combatte per la sua stessa esistenza". Di fronte al promotore, ogni uomo visitato doveva dichiarare se accettava di arruolarsi, la dichiarazione era personale, nessuno era autorizzato a impegnarsi al suo posto. 
Coloro che accettavano di arruolarsi si impegnavano a presentarsi all'ufficio di reclutamento entro le successive 48 ore. In alcuni casi i soggetti venivano accompagnati all'ufficio immediatamente per assicurarsi che non ci fossero ripensamenti. Se trovati idonei alla visita medica, gli uomini prestavano giuramento e ricevevano come "bonus" di arruolamento 2 sterline e 9 penny. Il giorno successivo venivano trasferiti alla Riserva dell'Esercito B. Una fascia da braccio color cachi con la corona reale veniva fornita a tutti coloro che si erano arruolati o che erano stati respinti, nonché agli uomini impegnati in occupazioni essenziali e ai congedati, al fine di attestare l'esito positivo della campagna. L'impiego di questo distintivo cessò una volta introdotta la coscrizione obbligatoria, nel gennaio 1916. 
Lo schema fu intrapreso nel novembre e nel dicembre 1915 e ottenne 318.553 uomini idonei non sposati. Tuttavia nonostante attività di persuasione porta a porta di massa, risultò che ben il 38% degli uomini non sposati e il 54% degli uomini sposati rifiutassero l'arruolamento, pertanto il governo britannico si vide costretto ad approvare la coscrizione militare il 27 gennaio 1916 con il Military Service Act.